# La Chapelle-Bâton, Vienne
La Chapelle-Bâton är en kommun i departementet Vienne i regionen Nouvelle-Aquitaine i västra Frankrike. Kommunen ligger i kantonen Charroux som tillhör arrondissementet Montmorillon. År 2022 hade La Chapelle-Bâton 350 invånare.

## Befolkningsutveckling
Antalet invånare i kommunen La Chapelle-Bâton
| Referens: INSEE |